# 实龙岗岛
1°24′32″N 103°55′21″E / 1.40889°N 103.92250°E
实龙岗岛亦稱科尼岛（Coney Island），位于新加坡东北部，地处主岛与乌敏岛之间，其距离新加坡主岛最近点仅100米，面积45公顷。该岛是露营、水上运动的胜地。

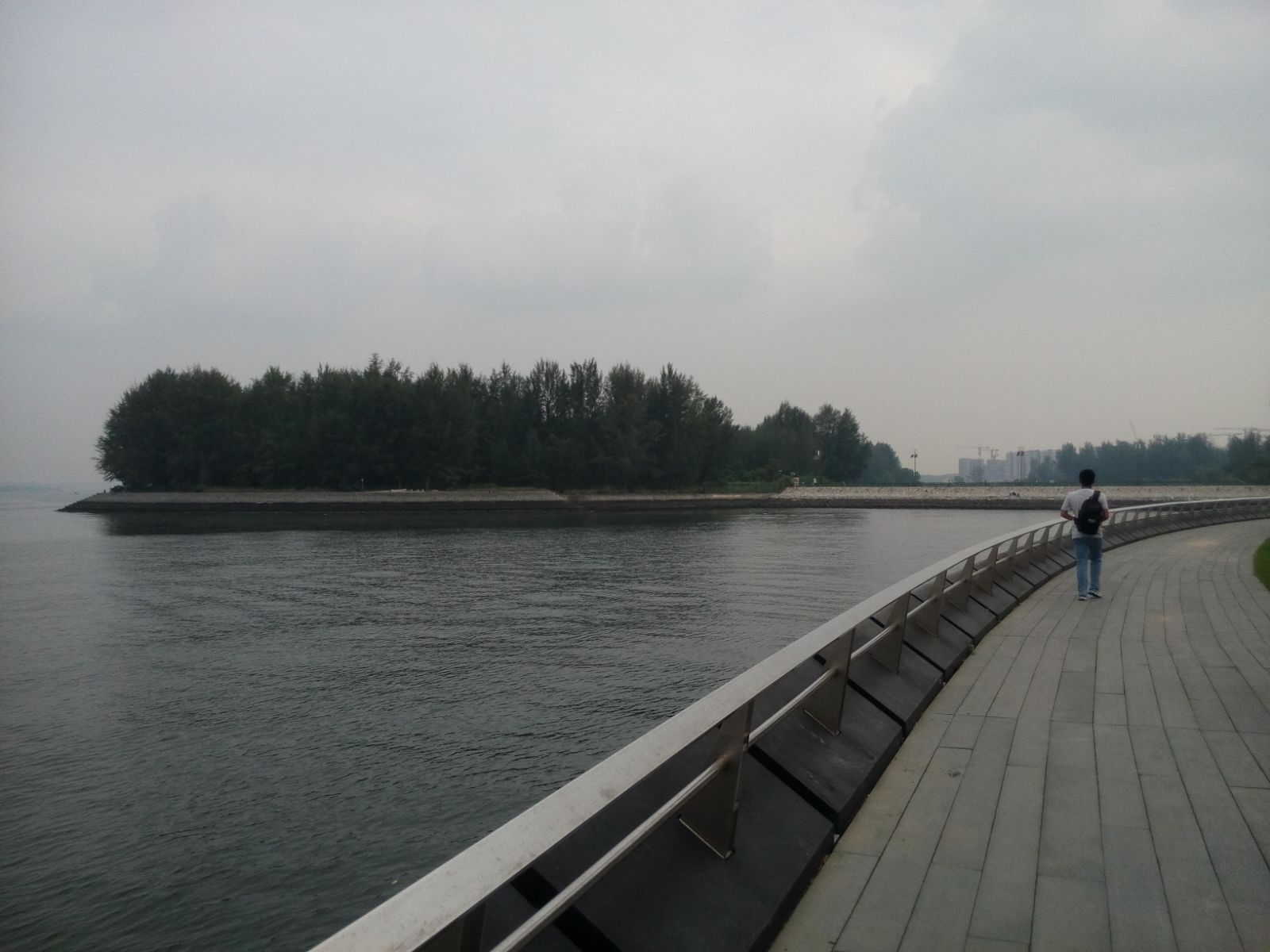
实龙岗岛